# Аболихин, Константин Егорович
Константи́н Его́рович Аболи́хин (8 января 1868, Глухово, Городской округ Красногорск — 2 августа 1942) — русский и советский художник. Автор многочисленных рисунков к печатным и набивным платкам с мелким «бисерным узором». Много лет проработал художником на фабрике имени 10-й годовщины Красной Армии. Создал рисунки для штор Московского Кремля. Известен как мастер ручной художественной набойки.

## Биография
Константин Аболихин родился 8 января 1868 года в деревне Глухово Звенигородского уезда (ныне Красногорского района Московской области) в крестьянской семье. У отца Константина Егора Аболихина и его жены Авдотьи было четверо сыновей: Иван, сам Константин, Сергей и Александр, а также две дочери Евгения и Александра. Егор Аболихин рано ушёл из жизни; его жена дожила до зрелого возраста и умерла в 1912 году.
Положение вдовы Авдотьи даже на фоне всеобщей бедности было особенно тяжёлым, учитывая общее пореформенное обнищание крестьянства после отмены крепостного права в 1861 году и тот факт, что её супруг умер преждевременно. Константина Аболихина отправили в учение «ещё в детстве не от хорошей жизни» к немецкому художнику. Мальчик работал над рисунками для шоколадных и конфетных обёрток, рисовал цветы на коробках из-под конфет. Выпускник Строгановского училища (ныне Российский государственный художественно-промышленный университет имени С. Г. Строганова). По окончании обучения стажировался в Париже.
На рубеже XIX—XX веков работал в частной мастерской в Москве, выполнявшей заказы на изготовление рисунков для декоративных тканей и платков. В 1908 году К. Е. Аболихин принял участие в конкурсе по изготовлению портьер для Большого Кремлёвского дворца и был удостоен первой премии. Представители фабрики Лабзина заказывали рисунки платков именно у Константина Аболихина. Спустя время получил приглашение работать на фабрике и переехал в Павловский Посад.
Долгое время работал в традиционном для павловопосадского платка стиле — объёмное изображение цветов, собранных в гирлянды или разбросанных по чёрному или красному платочному полю.
Платки Аболихина получили высшие награды на Всемирной выставке в Париже (1937), на Всемирной выставке в Нью-Йорке (1939) и на Всемирной выставке в Брюсселе (1958).
Скончался 2 августа 1942 года. Похоронен на Ильинском кладбище.
В 1957 году Константину Егоровичу Аболихину посмертно был присвоен Диплом I степени выставки народно-прикладного и декоративного искусства РСФСР.

## Личная жизнь
В конце XIX века Аболихин был ещё холост, но уже искал себе невесту. Ему приглянулась Анастасия Дудуева. В итоге пара обвенчалась 14 января 1901 года. 28 февраля 1902 года у пары родилась дочь Клавдия, а затем спустя время родились Дуня, Ольга, Александра, Елена и Маша. Трое из шести детей К. Е. Аболихина умерли в раннем возрасте. После свадьбы Клавдии с Иваном Ефимовичем Коротковым в 1922 году Константин Егорович подарил молодым дом в деревне Александровке.

## Оценка
Заслуженный художник Российской Федерации Ирина Додонова отзывалась о К. Е. Абохилине следующим образом:
Рисунки Константина Егоровича стабильные, спокойно-уравновешенные, с чётко проработанным орнаментом. А знаменитая его роза — мощная, сочная, «купеческая», которая как бы говорит: «Вот она — Я!».
В Павлово-Посадской краеведческой энциклопедии отмечен как «художник-самородок».